# تشرلي الدرلي (تشيشير)
تشرلي الدرلي (بالإنجليزية: Chorley, Alderley)‏ هي قرية و أبرشية مدنية تقع في المملكة المتحدة في إنجلترا.  يقدر عدد سكانها بـ 399 نسمة .